# Црква Рођења Господа Исуса Христа на Златару
Црква Рођења Господа Исуса Христа на Златару припада Епархији милешевској Српске православне цркве. Налази се у селу Брдо, насељеном месту на територији општине Нова Варош, у непосредној близини регионалног пута Нова Варош-Сјеница. 
Црква је подигнута као једнобродна грађевина, са олтарском апсидом и куполама над егзонартексом и наосом. Освештана је 2003. године, као филијални храм Четврте парохије нововарошке.
Храм је посвећен Рођењу Господа Исуса Христа. Црквену славу обележава 7. јануара.

## Извор
- „Архијерејско намесништво нововарошко”. Милешевска епархија. Приступљено 20. 8. 2025.

1. 1 2  „Архијерејско намесништво нововарошко”. Милешевска епархија. Приступљено 20. 8. 2025.